# Ochthebius lividipennis
Ochthebius lividipennis es una especie de escarabajo del género Ochthebius, familia Hydraenidae. Fue descrita científicamente por Peyron en 1858.
Se distribuye por Turquía. Mide 1,7 milímetros de longitud y su edeago 0,36 milímetros. Se ha encontrado a altitudes de hasta 50 metros.